# Leonid Sołodkow
Leonid Sołodkow (ros. Леонид Михайлович Солодков, ur. 10 kwietnia 1958 we wsi Czernuchino obecnie w rejonie perewalskim w obwodzie ługańskim) – radziecki i rosyjski oficer marynarki wojennej, kapitan III rangi marynarki wojennej ZSRR i kapitan II rangi marynarki wojennej Federacji Rosyjskiej, ostatni Bohater Związku Radzieckiego (1991).

## Życiorys
Urodził się w rosyjskiej rodzinie w Donbasie. Dzieciństwo spędził w mieście Wołżski (obwód wołgogradzki), gdzie skończył 10 klas szkoły, następnie w 1976 ukończył jeden semestr obnińskiej filii Moskiewskiego Instytutu Inżynieryjno-Fizycznego. 
Od sierpnia 1976 służył w radzieckiej Marynarce Wojennej, w czerwcu 1981 ukończył Wyższą Wojskowo-Morską Szkołę Inżynieryjną im. Dzierżyńskiego w Leningradzie, a w listopadzie 1981 szóstą klasę oficerów marynarki, po czym został dowódcą grupy nurków statku ratowniczego Zangezur. Od 1984 do 1986 był zastępcą dowódcy statku ratowniczego Zangezur Floty Czarnomorskiej. Przeszkolił ponad tysiąc nurków głębinowych w szkole nurkowania, nadzorował szkolenie załóg okrętów podwodnych w zakresie metod i technik ratowania awaryjnego okrętów podwodnych. W maju 1986 został młodszym pracownikiem naukowym i zarazem specjalistą podwodnym w Państwowym Naukowo-Badawczym Instytucie Ratownictwa, Nurkowania i Prac Głębinowych Ministerstwa Obrony ZSRR. Nadzorował i brał aktywny udział w instalowaniu i testowaniu sprzętu i zaopatrzenia do nurkowania, w eksperymentach z zakresu pobytu pod podwyższonym ciśnieniem do 50 atmosfer w celu testowania nowych technologii. Ponad 3000 godzin przepracował pod wodą i w komorze ciśnieniowej. 15 dni spędził na głębokości 500 metrów, a 25 dni na głębokości 450 metrów, ustanawiając rekord. 25 lipca 1990 został odznaczony Orderem Czerwonego Sztandaru. 24 grudnia 1991 Michaił Gorbaczow wydał dekret o przyznaniu mu Złotej Gwiazdy Bohatera Związku Radzieckiego i Orderu Lenina, jako ostatniemu człowiekowi, który otrzymał ten tytuł; dwa dni później ZSRR przestał istnieć. Złota Gwiazda została wręczona Sołodkowowi dopiero 16 stycznia 1992, trzy tygodnie po rozpadzie ZSRR. W lipcu 1994 w stopniu kapitana III rangi został zwolniony do rezerwy, w 1999 otrzymał stopień kapitana II rangi. Mieszka w Petersburgu.